# Haaltert
Haaltert är en kommun i Belgien.   Den ligger i provinsen Östflandern och regionen Flandern, i den centrala delen av landet, 25 km väster om huvudstaden Bryssel. Antalet invånare är 17 648.
Omgivningarna runt Haaltert är en mosaik av jordbruksmark och naturlig växtlighet. Runt Haaltert är det tätbefolkat, med 709 invånare per kvadratkilometer.